# 伍德曼
伍德曼（Woodman）可以指：

## 人物
- 弗雷迪·伍德曼（英語：Freddie Woodman；1997年3月4日－），英國足球運動員。
- 艾伦·伍德曼（英語：Allan Woodman，1899年3月11日－1963年4月17日），加拿大前男子冰球運動員。
- 波希娅·伍德曼（英語：Portia Woodman，1991年7月12日－），新西蘭女子七人制橄欖球運動員。

|  | 本页或本分段罗列了姓氏为「伍德曼」的人物。 如果是一个指代特定个人的内链将您引导到本页，請考慮修正該人物的名字以將链接指向正確的條目。 |